# Yebes-Observatorium

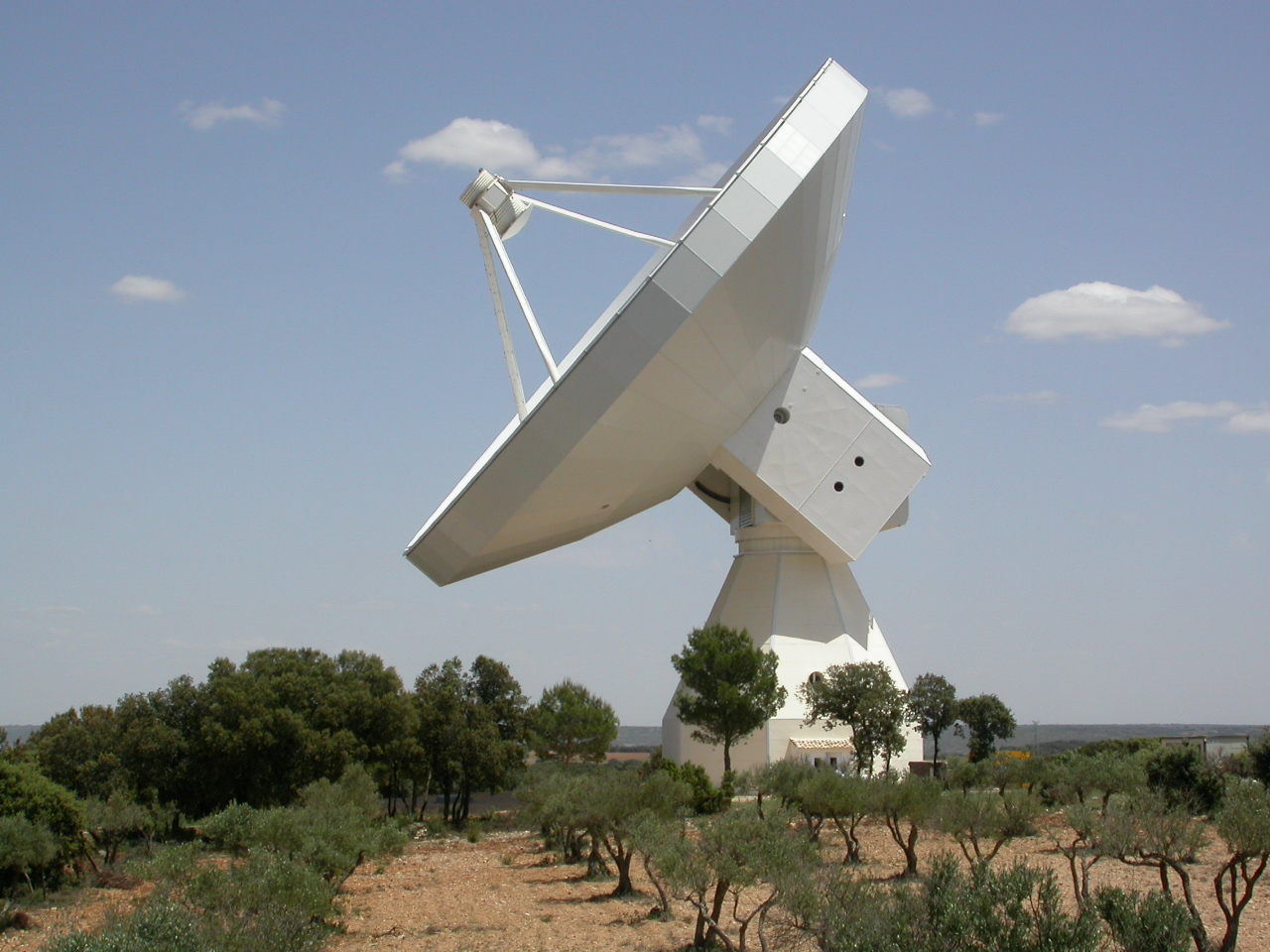
40 m Radioteleskop in Yebes

Das Yebes-Observatorium (Centro Astronómico de Yebes, CAY) nahe Yebes in der Provinz Guadalajara ist in 980 m Höhe der Standort eines 40-m Radioteleskops (ARIESXXI) und eines 13,2-Meter-Radioteleskops. Es wird vom Instituto Geográfico Nacional (IGN) betrieben, dem spanischen geodätischen Dienst, und dem OAN (Observatorio Astronomico Nacional).
Das 40-m-Teleskop ist Mitglied des European VLBI Network, des  International VLBI Service for Geodesy and Astrometry (IVS), des Global mm-VLBI Array und von RadioAstron. Es wurde 2005 fertiggestellt und sah 2007 First light.  Es wird zum Beispiel zur Beobachtung kälterer Regionen in der Galaxie wie Orte der Sternentstehung benutzt und das Zentrum dient auch für geodätische Zwecke. Die Empfänger decken einen Bereich von 2 bis 120 GHz ab.
Die Station hat ein Gravimeter, ein Teleskop zur Sonnenbeobachtung und einen Astrografen. Die Station bildet zusammen mit den Stationen in Santa Maria, Gran Canaria und Flores das spanisch-portugiesische RAEGE Netzwerk (Red Atlántica de Estaciones Geodinámicas y Espaciales bzw. Rede Atlântica de Estações Geodinâmicas e Espaciais). Die vier verschiedenen Stationen befinden sich auf drei verschiedenen Kontinentalplatten.
Die 13,2-Meter Antenne ist für geodätische Zwecke und hat einen Breitbandempfänger und ist seit 2016 Teil des VGOS Netzwerks.
Neben dem Großteleskop von Yebes gibt es in Spanien auch ein vom IRAM betriebenes großes 30-m-Radioteleskop auf dem Pico del Veleta.

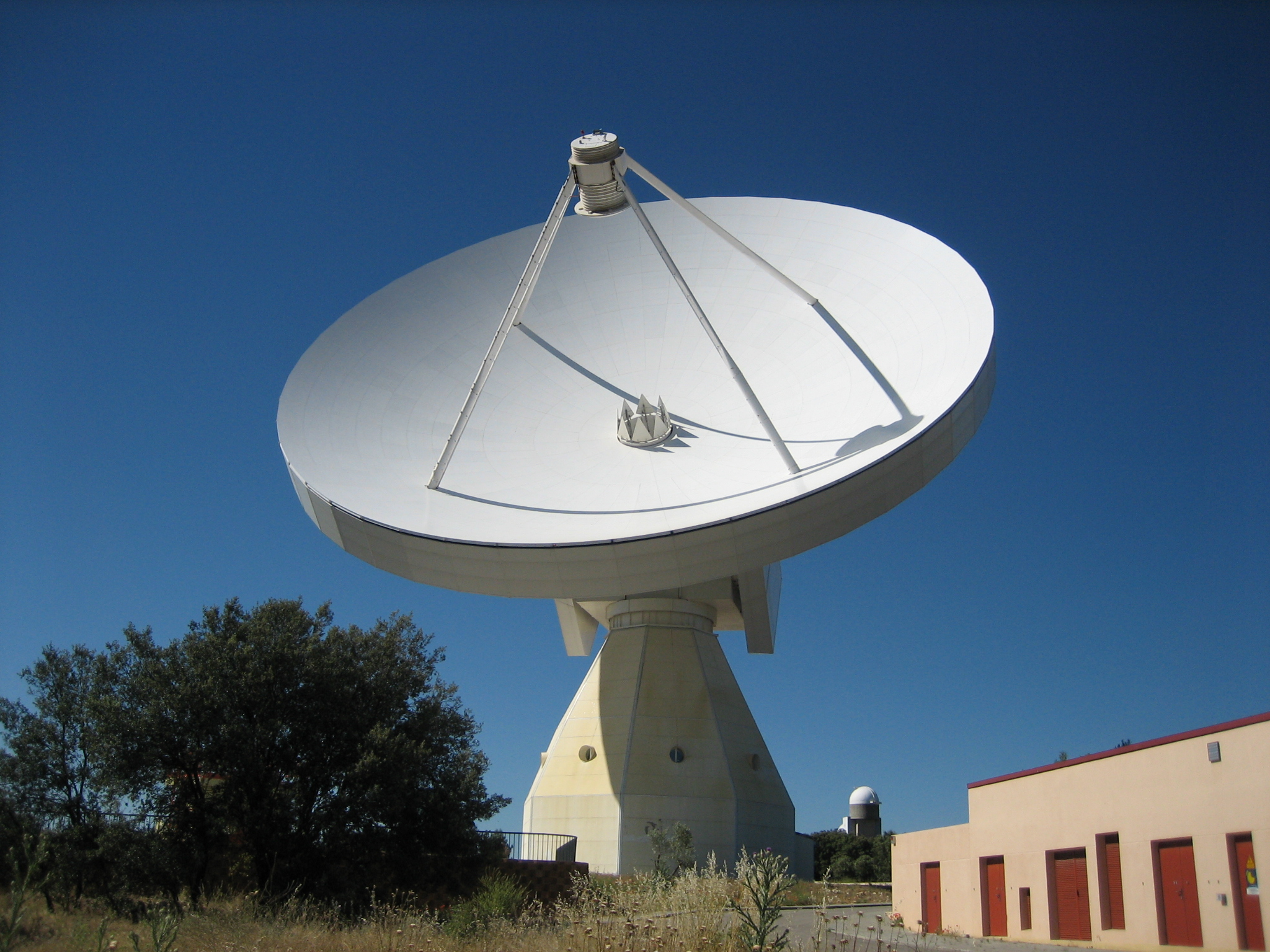
40-m-Teleskop 2007